# Jharkhand
Jharkhand (झार्खण्ड) er en indisk delstat. Den blev udskilt fra Bihar 15. november 2000. Hovedstaden er industribyen Ranchi. Øvrige større byer er Bokaro, Dhanbad og Jamshedpur og Dumka. Området er også kendt som Vananchal.

## Geografi
Jharhkand grænser mod delstaterne Bihar (nord), Uttar Pradesh og Chhattisgarh (vest), Orissa (syd) og Vestbengalen (øst). Det meste af staten ligger på Chota Nagpur-højsletten hvor floderne
Koel, Damodar, Brahmani, Kharkai og Subarnarekha har deres udspring. Det meste af Jharkhand er stadig dækket af skov hvori der blandt andet lever elefanter og
tigre.
Der er forekomster af kul og jernmalm som udnyttes af industricentre som Jamshedpur og Ranchi.

## Sprog
Jharkhand er hjemsted for et stort antal sprog i tre store sprogfamilier: De indoariske sprog tæller bl.a. sadri, hindi, urdu og bengali. Munda-sprogene tæller korku, santali (Paul Olaf Bodding), mundari, bhumij, paharia og ho. Endelig er de dravidiske sprog repræsenteret af korwa, oraon og sauria paharia.
23°N 85°Ø / 23°N 85°Ø
|  | Infoboks uden skabelon Denne artikel har en infoboks dannet af en tabel eller tilsvarende. |